# Плава крв (ТВ серија)
Плава крв (енгл. Blue Bloods) америчка је криминалистичка драмска телевизијска серија која прати породицу Реган, чији су чланови генерацијама радили и још раде у њујоршкој полицији. Главни лик је уједно и комесар полиције — Френк Реган, ратни ветеран, који користи своје специфичне тактике у решавању различитих случајева. Он је већ дуже време удовац. Његов средњи син, такође полицајац, изгубио је живот на дужности, због чега је Френк заштитнички настројен према старијем сину и детективу Денију, ћерки и заменици државног тужиоца Ерин и најмлађем сину и новопеченом полицајцу, Џејмију. Френков отац, такође је био полицајац.
Ова полицијска породица се у свакој епизоди сусреће с новим изазовима и случајевима. Отмице, пљачке и убиства само су део случајева с којима се свакодневно сусрећу и које захваљујући својим вештинама и знању, успевају да реше.
Серија је почела са емитовањем 2010. године на CBS-у и још увек траје. Хит серија од самог почетка емитовања привукла је велику пажњу гледалаца и добила бројне похвале, како због аутентичних њујоршких локација, тако и због Селекове улоге, која је награђена Емијем.